# Sthenolepis grubei
Sthenolepis grubei är en ringmaskart som först beskrevs av Treadwell 1901.  Sthenolepis grubei ingår i släktet Sthenolepis och familjen Sigalionidae.
Artens utbredningsområde är Mexikanska golfen. Inga underarter finns listade i Catalogue of Life.